# Lương An Trà
Lương An Trà là một xã thuộc huyện Tri Tôn, tỉnh An Giang, Việt Nam.

## Địa Lý
Xã Lương An Trà nằm ở phía tây nam huyện Tri Tôn, có vị trí địa lý:
- Phía đông giáp xã Lương Phi, xã An Tức và xã Ô Lâm
- Phía tây và phía nam giáp tỉnh Kiên Giang
- Phía bắc giáp xã Vĩnh Phước.

Xã Lương An Trà có diện tích 88,52 km², dân số năm 2019 là 7.579 người, mật độ dân số đạt 86 người/km². Đây là xã có diện tích lớn nhất tỉnh An Giang.

## Hành chính
Xã Lương An Trà được chia thành 5 ấp gồm: Giồng Cát, Cà Na, Cây Gòn, Ninh Phước, Phú Lâm.